# 敦桑陨石坑
敦桑陨石坑（Dunthorne）是月球正面位于疫沼西北边沿上的一座小撞击坑，其名称取自十八世纪英国天文学家理查德·敦桑（Richard Dunthorne，1711年-1775年），1935年被国际天文学联合会批准接受。

## 描述

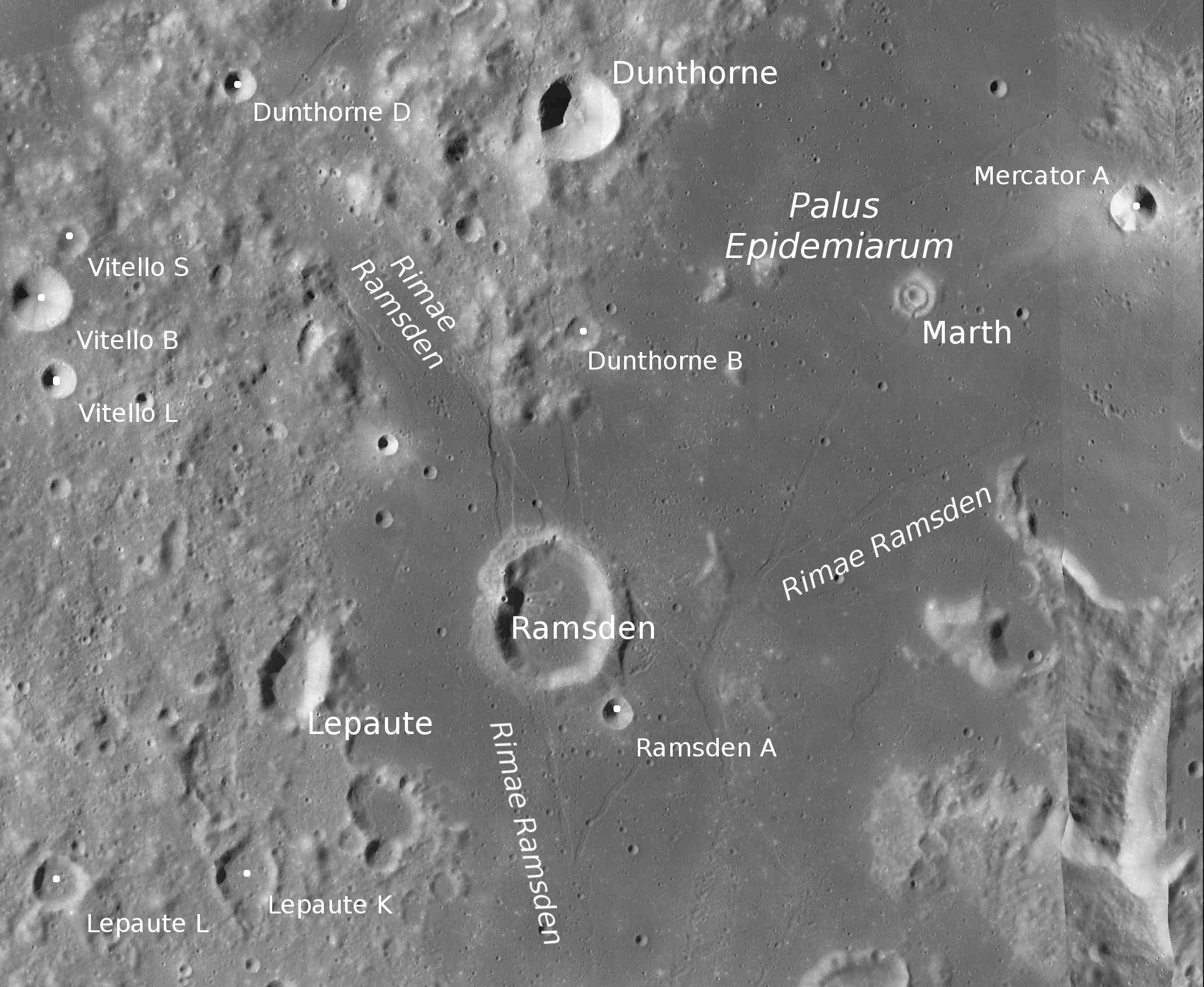
敦桑陨石坑的周边，月球勘测轨道飞行器拍摄。

该陨坑的西侧靠近维泰洛陨石坑、东北偏北毗邻西帕路斯环形山、坎帕努斯环形山和墨卡托环形山位于它的东北、东南偏东和东南分别坐落了马斯环形山和卡普纳斯环形山、而它的南面和西南偏南则横亘着拉姆斯登环形山及勒波特陨石坑。该陨石坑的周围还分布了一些有趣的月表特征：西北濒临湿海、西北偏北矗立着开尔文断崖和开尔文岬、北面延伸着西帕路斯月溪、疫沼则坐落在它的东南、南面纵横交织着拉姆斯登月溪。该陨坑中心月面坐标为30°07′S 31°43′W / 30.12°S 31.71°W，直径15.1公里，深度2.78公里。
敦桑陨石坑是位于湿海和疫沼间山地区的一座圆碗状撞击坑，几乎未受到的侵蚀。其坑壁边缘尖峭，内侧壁平坦延伸至坑底中心，反照率明显高于周边地形。敦桑陨石坑的坑壁高出周边地形560米，其中南侧壁明显高于北侧，东西二侧坑壁各紧邻着一道宽阔的月谷，而西南壁则构成了一座无名山丘的侧坡。陨坑坑底面积较小，里面坐落了一座小中央峰。

## 卫星陨石坑
按惯例，最靠近敦桑陨石坑的卫星坑将在月图上以字母标注在该坑的中心点旁。

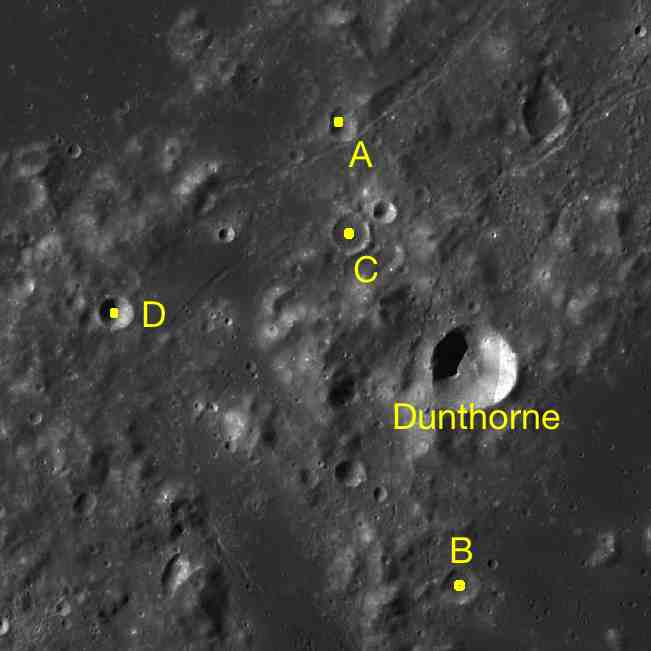
LAC-93 区域图.

| 敦桑 | 纬度    | 经度    | 直径   |
| ---- | ------- | ------- | ------ |
| A    | 28.8° S | 32.6° W | 6 公里 |
| B    | 31.4° S | 31.6° W | 7 公里 |
| C    | 29.4° S | 32.5° W | 7 公里 |
| D    | 30.0° S | 34.0° W | 6 公里 |

## 另请参阅
- Wood, Chuck. . Lunar Photo of the Day. 2007-08-22  [2007-08-22]. （原始内容存档于2007-09-27）.

- Andersson, L. E.; Whitaker, E. A. . NASA RP-1097. 1982.
- Blue, Jennifer. . USGS. July 25, 2007  [2007-08-05]. （原始内容存档于2019-12-13）.
- Bussey, B.; Spudis, P. . New York: Cambridge University Press. 2004. ISBN 978-0-521-81528-4.
- Cocks, Elijah E.; Cocks, Josiah C. . Tudor Publishers. 1995. ISBN 978-0-936389-27-1.
- McDowell, Jonathan. . Jonathan's Space Report. July 15, 2007  [2007-10-24]. （原始内容存档于2019-06-21）.
- Menzel, D. H.; Minnaert, M.; Levin, B.; Dollfus, A.; Bell, B. . Space Science Reviews. 1971, 12 (2): 136–186. Bibcode:1971SSRv...12..136M. doi:10.1007/BF00171763.
- Moore, Patrick. . Sterling Publishing Co. 2001. ISBN 978-0-304-35469-6.
- Price, Fred W. . Cambridge University Press. 1988. ISBN 978-0-521-33500-3.
- Rükl, Antonín. . Kalmbach Books. 1990. ISBN 978-0-913135-17-4.
- Webb, Rev. T. W.  6th revised. Dover. 1962. ISBN 978-0-486-20917-3.
- Whitaker, Ewen A. . Cambridge University Press. 1999. ISBN 978-0-521-62248-6.
- Wlasuk, Peter T. . Springer. 2000. ISBN 978-1-85233-193-1.